# Älvkarleby
För andra betydelser, se Älvkarleby (olika betydelser).
Älvkarleby (uttal [ɛlvˈkɑːɭɛby] med betoning på -karl-) är en tätort i Älvkarleby kommun, Uppsala län och kyrkbyn i Älvkarleby socken. Trots namnet är Älvkarleby inte centralort i kommunen, vilket i stället är Skutskär. Plats för bland annat Älvkarleby kraftverk samt vattenlaboratorium, fiskerilaboratorium samt laxodling. Genom orten flyter Dalälven och bildar här Älvkarlebyfallen innan den mynnar ut i havet.

## Befolkningsutveckling
| Befolkningsutvecklingen i Älvkarleby 1960–2020 | Befolkningsutvecklingen i Älvkarleby 1960–2020 | Befolkningsutvecklingen i Älvkarleby 1960–2020 | Befolkningsutvecklingen i Älvkarleby 1960–2020 | Befolkningsutvecklingen i Älvkarleby 1960–2020 |
| ---------------------------------------------- | ---------------------------------------------- | ---------------------------------------------- | ---------------------------------------------- | ---------------------------------------------- |
|                                                |                                                |                                                |                                                |                                                |
| År                                             |                                                |                                                | Folkmängd                                      | Areal (ha)                                     |
| 1960                                           | 1960                                           |                                                | 1 269                                          |                                                |
| 1965                                           | 1965                                           |                                                | 1 306                                          |                                                |
| 1970                                           | 1970                                           |                                                | 1 342                                          |                                                |
| 1975                                           | 1975                                           |                                                | 1 352                                          |                                                |
| 1980                                           | 1980                                           |                                                | 1 400                                          |                                                |
| 1990                                           | 1990                                           |                                                | 1 522                                          | 269                                            |
| 1995                                           | 1995                                           |                                                | 1 581                                          | 269                                            |
| 2000                                           | 2000                                           |                                                | 1 654                                          | 269                                            |
| 2005                                           | 2005                                           |                                                | 1 648                                          | 272                                            |
| 2010                                           | 2010                                           |                                                | 1 647                                          | 270                                            |
| 2015                                           | 2015                                           |                                                | 1 517                                          | 251                                            |
| 2020                                           | 2020                                           |                                                | 1 490                                          | 262                                            |
| Anm.: Västanån utbruten 2015.                  |                                                |                                                |                                                |                                                |

## Samhället
Ett sportfiskemuseum, med ursprung i den Hallmanska samlingen, finns i orten.
Älvkarleby har en station för Mälartåg, belägen i Älvkarleö en liten bit söderut.
Väster om samhällets centrum, i Dalälven, ligger Laxön.

### Carl XIII:s bro
En bro över Dalälven vid Älvkarlebyfallen uppfördes 1796–1797 av brobyggaren Lars Renwall från Bollnäs. Denna bro bröts sönder av vårfloden 1804.
En ny bro ritades och konstruerades av ingenjören Olof Forsgren. För brobygget lejdes förutom folk från orten även ett sextiotal dalkarlar från Leksand. Bron kunde börja användas den 23 juni 1816 och blev klar den 23 augusti. Bron finansierades av ett lokalt bolag med bland andra Carl Tottie på Älvkarleö bruk och Pehr Ennes i Gävle.
Bron utsmyckades med kung Karl XIII:s namnchiffer och bär hans namn, Carl XIII:s bro. Den utmärker sig genom en djärv konstruktion med vacker arkitektur i empirestil. Den var ursprungligen av trä på stenpelare. En total ombyggnad skedde 1955–1956 varvid den gamla brons pelare togs ner och ersattes av betongpelare. Nya brofästen av betong tillkom. Brovalven ersattes av stålbågar. För att behålla den gamla brons utseende kläddes pelarna med de gamla stenblocken och överbyggnadens trädelar återplacerades. Bron återinvigdes den 20 juni 1956.

## Idrott
Älvkarleby IK är idrottsföreningen i Älvkarleby. Den är grundad 1919 och har 2022 några hundra medlemmar. Herrarnas a-lag i fotboll spelar i division 5. Klubben har även ett b-lag som spelar i division 7.

## Bilder

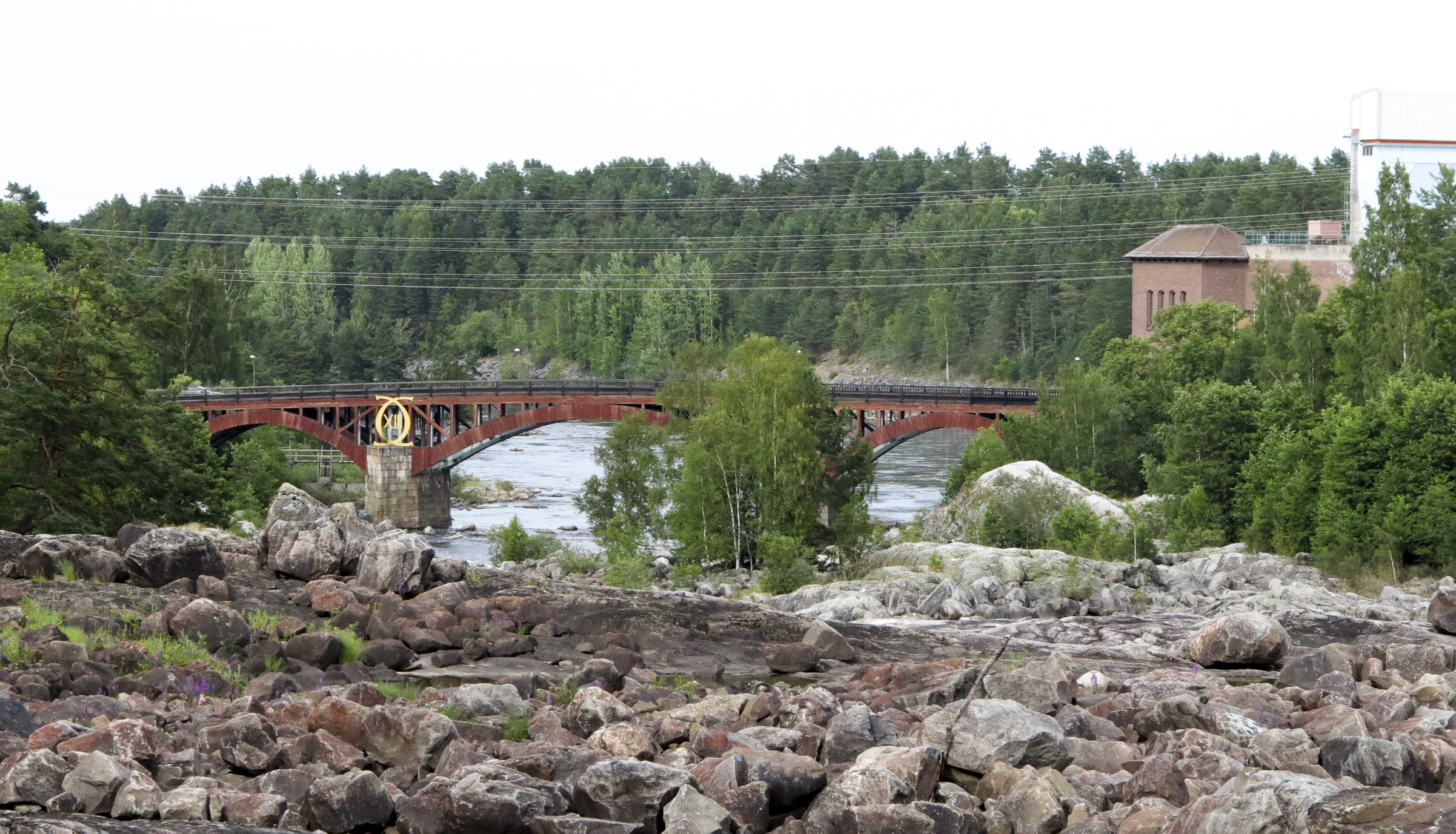
Carl XIII:s bro.
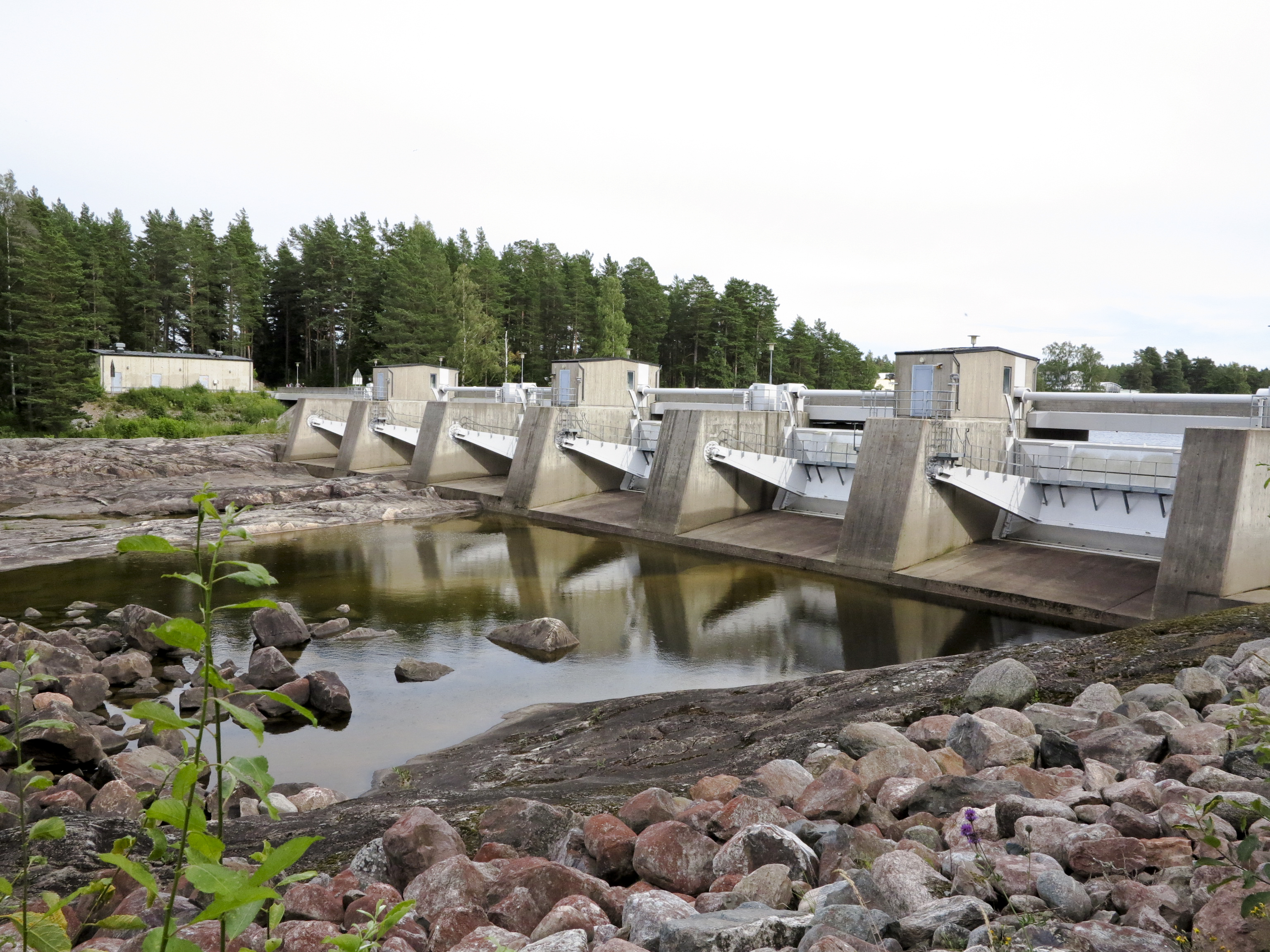
Dammluckor.
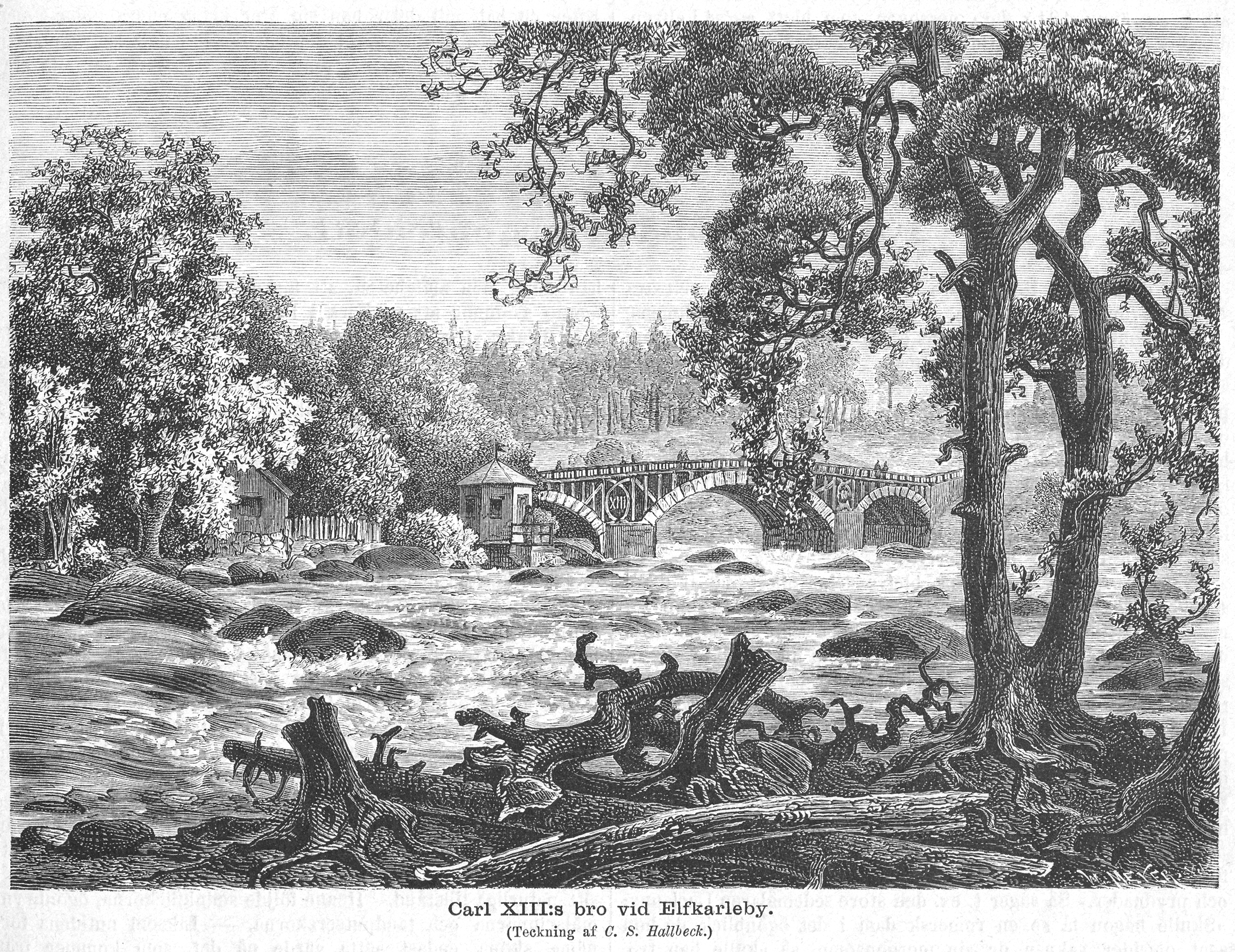
Carl XIII:s bro i Älvkarleby i Svenska Familj-Journalen 1876.

## Personer från orten
Från Älvkarleby kommer naturfotograferna Svante Lundgren och Sixten Jonsson, samt nyckelharpsprofilen Byss-Calle. Älvkarlebysonen Stig Dagerman är en av Sveriges mest inflytelserika författare i vår tid. Ishockeyspelaren Jesse Puljujärvi är född i Älvkarleby. Stig Dagerman-priset delas ut varje år av Stig Dagermansällskapet.